# Luis Fernando Herrera
Luis Fernando Herrera Arango, född 12 juni 1962, är en colombiansk före detta professionell fotbollsspelare som spelade som högerback för fotbollsklubbarna Independiente Medellín, Atlético Bucaramanga, América de Cali och Atlético Nacional mellan 1981 och 1997. Han spelade också 61 landslagsmatcher för det colombianska fotbollslandslaget mellan 1987 och 1996.
Herrera vann en Copa Libertadores (1989), en interkontinental cup (1990) och två ligamästerskap med Atlético Nacional (1991 och 1994).